# Zhangjiajie
Zhangjiajie (张家界市) é uma cidade-prefeitura da província Hunan na República Popular da China. Tem cerca de 1,6 milhões de habitantes. Contém o Parque Florestal Nacional de Zhangjiajie, que integra a Região de Interesse Paisagístico e Histórico de Wulingyuan, declarada Património Mundial em 1992.